# 城南町 (徳島市)
城南町（じょうなんちょう）は、徳島県徳島市の町名。現行行政地名は城南町一丁目から城南町四丁目。2009年12月の徳島市の調査による世帯数は959世帯、人口は2,114人。郵便番号は〒770-8064。

## 地理
徳島市の中央部に位置し、八万地区に属している。市街地に近く住宅地である。国道438号を境に一丁目と二丁目とが分かれている。一丁目には眉山パークウェイ（通称：眉山登山口）付近に徳島大学生寮、県営南二軒屋一の坪団地、浄土宗の実相寺がある。二丁目には徳島県立城南高等学校、国家公務員宿舎二軒屋住宅がある。三丁目には徳島市立八万中学校があり、四丁目には徳島市立八万小学校・徳島市役所八万支所・公民館などがある。

## 歴史
元は南二軒屋町・八万町の各一部で、昭和51年に現在の町名となった。

## 交通

### 道路
一般国道
- 国道438号
- 都道府県道
- 徳島県道136号宮倉徳島線

### バス
徳島バス・徳島市営バス
- 城南高校前
- 眉山登山口

## 施設

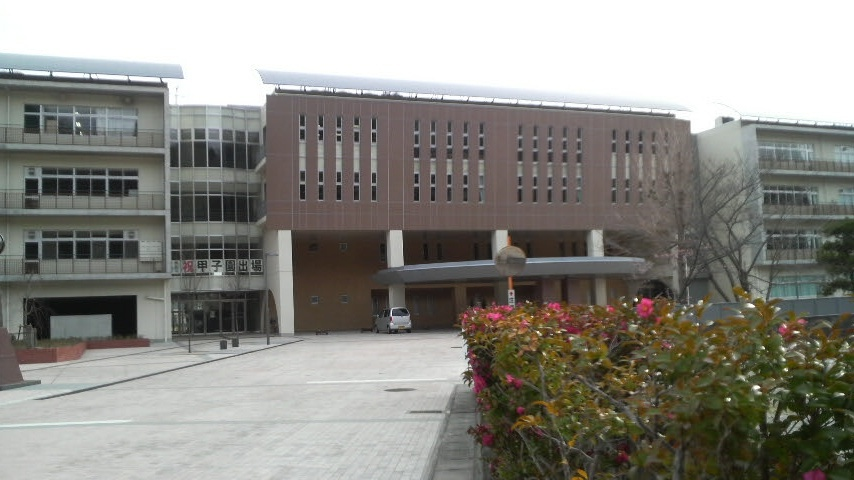
徳島県立城南高等学校

- 徳島県立城南高等学校
- 徳島市八万中学校
- 徳島市八万小学校
- 徳島市八万幼稚園
- 徳島城南郵便局
- 眉山パークウェイ
- 実相寺
- 焼香庵跡
- オッパショ石
- 徳島大学学生寮